# Depotskib
Et depotskib er et skib specielt lavet til opbevaring af forsyninger. F.eks. i krigssituationer kan skibet forsyne soldaterne inde på land, med vand, mad, tæpper, ammunition og våben.
| Vandsport/vandtransport | Spire Denne vandsports- eller vandtransportsartikel er en spire som bør udbygges. Du er velkommen til at hjælpe Wikipedia ved at udvide den. |